# جنرال الکتریک افینیتی
جنرال الکتریک افینیتی یک موتور جت توربوفن است که توسط جی‌ای اروسپیس برای حمل و نقل‌های مافوق صوت ساخته شده است . این موتور در ماه مه سال ۲۰۱۷ برای نیروبخشی به جت تجاری مافوق صوت آریون آاس۲ به بازار عرضه شد. طراحی اولیه آن در سال ۲۰۱۸ و طراحی تفصیلی آن در سال ۲۰۲۰ برای تولید نمونه اولیه انجام شد. هسته پر فشار آن از سی‌اف‌ام۵۶ مشتق شده است. مهمترین تفاوت آن با موتور مادر طراحی یک بخش فن دوقلوی کم فشار برای کاهش نسبت کنار گذر به منظور پرواز مافوق صوت است.

## مشخصات فنی
- نوع: موتور دو شافت با کنار گذر متوسط بدون پس سوز
- طول:
- قطر فن: ۱/ متر۳۳ m (۵۲ اینچ) [۱]
- وزن خشک:

### قطعات
- کمپرسور: ۲ فن و ۹ مرحله پر فشار[۲]
- توربین: ۱مرحله پر فشار و ۲ مرحله کم فشار[۲]

### عملکرد
- حداکثر رانش: ۱۶۰۰۰–۲۰۰۰۰ پوند نیرو (۷۱ تا ۸۹ کیلونیوتن)[۳] (۳۵۰۰ پوند نیرو lbf (۱۶ کیلونیوتن) در حالت پیمایش کروز[۴]
- ضریب کنارگذر: ~3:1[۴]
- قدرت به نسبت وزن: